# Добре, Дэнуц
Дэнуц Добре (рум. Dănuţ Dobre, род. 20 февраля 1967, Фетешти, Яломица) — румынский гребец, серебряный призёр летних Олимпийских игр 1988 и 1992 годов, двукратный серебряный призёр чемпионатов мира, девятикратный чемпион Румынии (1982—1990). Заслуженный мастер спорта Румынии (1989).

## Биография
В 1985 году Добре выступил на молодёжном чемпионате мира в Бранденбурге. В составе четвёрки распашной без рулевого румынский гребец завоевал золотую медаль. На взрослом первенстве мира 1987 года Дэнуц выступал в двойке вместе с Драгошем Нягу. Румынский экипаж успешно пробился в финал соревнований, где уступил только британцам Энди Холмсу и Стиву Редгрейву.
Спустя год противостоянии сборных Румынии и Великобритании в двойках распашных продолжилось на Олимпийских играх в Сеуле. На предварительном этапе Добре и Нягу установили новое лучшее олимпийское время (6:31,95), побив результат 12-летней давности. В полуфинале румынский экипаж вновь выиграл свой заезд, показав при этом результат чуть хуже, чем у британских гребцов, которые стартовали во втором полуфинале. Решающий заезд прошёл в борьбе между сборными Великобритании, Румынии и Югославии. За 500 метров до финиша британцы создали себе комфортный задел и уверенно довели дело до победы. Добре и Нягу пришли к финишу вторыми.
С 1985 по 1992 год выступал за клуб CSA Steaua из Бухареста (тренер Георге Мереуцэ). В сборной Румынии его подготовкой занимались Дан Тома, Дойна Бэлаша и Ладислау Ловренски. В 1993 году после завершения спортивной карьеры начал работать офицером в Службе защиты и охраны Румынии, в 2010 году вышел на пенсию. Являлся телохранителем премьер-министра Николае Вэкэрою и президентов Иона Илиеску и Эмиля Константинеску. Окончил университет города Бакэу. Женат на двукратной олимпийской медалистке Анишоаре Добре-Бэлан.